# Kathistes fimbriata
Kathistes fimbriata är en svampart som först beskrevs av Barrasa & G. Moreno, och fick sitt nu gällande namn av Malloch & M. Blackw. 1990. Kathistes fimbriata ingår i släktet Kathistes och familjen Kathistaceae.   Inga underarter finns listade i Catalogue of Life.